# 塔莫克
塔莫克（1924年—2006年7月21日），一譯塔莫，原名切春（ឈិត ជើង，Chhit Choeun），又名努刚（ងួន កាង，Nguon Kang），為前紅色高棉政權領導高層，被外界稱為「紅色高棉四號人物」。他在童年時曾成為僧人，至16歲時還俗。至紅色高棉進行恐怖管治期間，他曾擔當軍領導人。「塔莫克」這個名字在高棉語裡意思是「莫爺」；其中「塔」（តា）是高棉語對爺爺的稱呼。

## 加入紅色高棉
塔莫克拥有柬埔寨華人血统。在柬埔寨仍為法國殖民地期間，塔莫克曾參加反殖民運動，在1940年代二戰期間也曾抵抗日軍入侵。1964年加入反法組織高棉伊薩拉，不久便離開金邊，加入赤柬組織。
塔莫克在加入紅色高棉後，很快便晉升為軍隊領導高層，在西南大區掌握大權。至紅色高棉政權建立後，他獲波爾布特提名出任國家軍隊領導人。另外，他在1970年前後一次交戰期間，他損失了一條小腿。
自紅色高棉政權建立前的1973年以來，塔莫克在他的控制區內曾策劃多宗屠殺。外界相信在紅色高棉管治期間，塔莫克曾指示作出大清洗，因而把他稱為「屠夫」。

## 紅色高棉政權倒台後
在1979年紅色高棉政權倒台後，塔莫克仍控制紅色高棉佔領地北部。據估計，當時仍有3,000至6,000人效忠波爾布特，并由塔莫克指挥。
1997年，紅色高棉內部出現分裂，塔莫克自立為組織最高指揮官，同時把逃往北部的波爾布特逮捕，並將之作終身軟禁。至翌年4月，塔莫克與波爾布特逃往森林，以逃避政府軍追擊，至4月15日，波爾布特逝世，據報死因為心臟病發。
在1998年期間，由於有不少紅色高棉關鍵人物向柬王室政府投誠，塔莫克被迫逃往安隆汶。在紅色高棉高層陸續死去及包括農謝、喬森潘和英沙里等人向洪森政府投誠的情況下，塔莫克成為紅色高棉的最後領導人。至1999年3月6日，塔莫克於泰柬邊境附近被軍方擒獲，隨後被送往金邊，與康克由一同被扣留。
在塔莫克被拘留期間，未被送往法庭受審，而刑期也多次延長。根據柬埔寨的法律，他應於被捕後半年內受審。最初塔莫克被指控涉嫌加入非法組織及逃稅，至2002年2月被控反人類罪。他在獄中被單獨囚禁，只有在被送往醫院時方能離開監獄。2006年7月21日，塔莫克在一軍醫院內病死。

## 相關網站
- 赤柬屠夫 80歲塔莫病逝 (自由電子報)
- 赤柬屠夫塔莫克 82歲病死 （页面存档备份，存于）